# Saint-Augustin, Corrèze
Saint-Augustin là một xã thuộc tỉnh Corrèze trong vùng Nouvelle-Aquitaine miền trung Pháp.